# Francesco Bracciolini

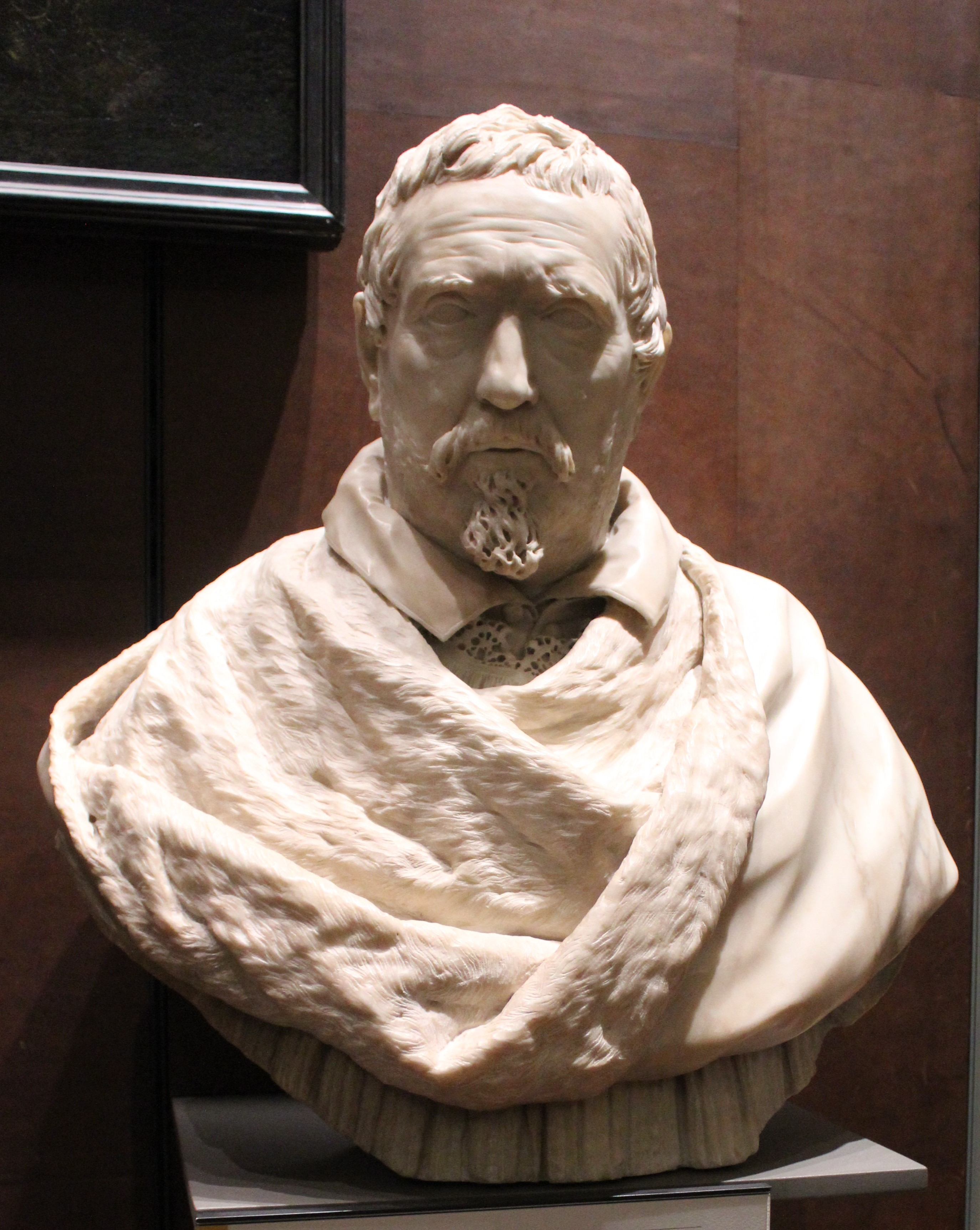
Francesco Bracciolini

Francesco Bracciolini (* 26. November 1566 in Pistoia; † 31. August 1646 ebenda) war ein italienischer Schriftsteller.

## Leben
Francesco Bracciolini trat im Alter von 40 Jahren in den geistlichen Stand, wurde Sekretär des Kardinals Maffeo Barberini, des späteren Papstes Urban VIII., den er auf seiner Gesandtschaftsreise nach Paris begleitete. Später lebte Bracciolini in seiner Geburtsstadt als freier Schriftsteller und Dichter. 
Nachdem Urban 1623 zum Papst gewählt worden war, rief er Bracciolini  zu sich nach Rom und verlieh ihm den Beinamen dalle api („von den Bienen“) sowie das Recht, die drei Bienen des Hauses Barberini im Wappen zu führen. Nach Urbans Tod zog sich Bracciolini wieder nach Pistoia zurück, wo er am 31. August 1646 starb.
Von seinen Gedichten, welche teils ernster, teils komischer Gattung sind, ist das komische Epos Dello scherno de gli Dei („Von der Verhöhnung der Götter“) (zuerst Florenz 1618; am besten Mailand 1828, 2 Bde.), eine Verspottung der antiken Götterwelt, am berühmtesten geworden. 
Großes Glück machte seiner Zeit auch sein ernstes Heldengedicht La croce racquistata („Das wiedererworbene Kreuz“) in 35 Gesängen (zuerst Florenz 1618 u. öfter), dem früher von manchen Kritikern sogar ein Platz unmittelbar hinter Tassos „Gerusalemme“ angewiesen wurde. Außerdem existieren von Bracciolini noch einige vortreffliche Eklogen und eine Anzahl vermischte „Poesie giocose“ (am vollständigsten Flor. 1826, 2 Bde.).

## Werke
- Damen und Dirnen. Erotische Geschichten. Illustriert von Otto Clevé. Bertelsmann-Verlag Buch-Nr. 5858/8 (das Buch enthält ca. 30 Novellen von Bracciolini)

| Personendaten    | Personendaten                |
| ---------------- | ---------------------------- |
| NAME             | Bracciolini, Francesco       |
| KURZBESCHREIBUNG | italienischer Schriftsteller |
| GEBURTSDATUM     | 26. November 1566            |
| GEBURTSORT       | Pistoia                      |
| STERBEDATUM      | 31. August 1646              |
| STERBEORT        | Pistoia                      |